# Prespelea copelandi
Prespelea copelandi är en skalbaggsart som beskrevs av Park 1956. Prespelea copelandi ingår i släktet Prespelea och familjen kortvingar. Inga underarter finns listade i Catalogue of Life.